# Gustav von Hugo
Gustav von Hugo (ur. 23 listopada 1764 w Lörrach, zm. 15 września 1844 w Getyndze) – niemiecki prawnik.
Studiował prawo na uniwersytecie w Getyndze. Doktorat obronił 1788 na Uniwersytecie w Halle. Profesurę objął w  1792 r. w Getyndze. Zajmował się prawem rzymskim i prawem cywilnym. Zaliczano go do historycznej szkoły prawa. Jego głównym dziełem był kurs prawa cywilnego w siedmiu tomach - Lehrbuch eines civilistischen Cursus (1792–1821).